# دی هیدرو بیوپترین
دی هیدرو بیوپترین (به انگلیسی: Dihydrobiopterin) با فرمول شیمیایی C9H13N5O3 یک ترکیب شیمیایی با شناسه پاب‌کم 3007855 است. که جرم مولی آن ۲۳۹٫۲۳ گرم بر مول می‌باشد. 